# Straat van Dmitri Laptev
De Straat van Dmitri Laptev (Russisch: Пролив Дмитрия Лаптева) is een zeestraat die de Ljachovski-eilanden van Siberië scheidt. De straat verbindt de Laptevzee met de Oost-Siberische Zee. Ze is vernoemd naar de Russische ontdekkingsreiziger Dmitri Laptev.
De straat is tussen de 50 en 61 km breed en heeft een lengte van 155 km.